# Leaven in de brouweri-je
Leaven in de brouweri-je is het zesde studioalbum van de Nederlandse rockband Bökkers. De nieuwe nummers werden voor het eerst gepresenteerd in de Grolsch brouwerij in Enschede.

## Tracklist
| Nr. | Titel                    | Lengte |
| --- | ------------------------ | ------ |
| 1   | Evolutie                 | 2:35   |
| 2   | Niks veur niks           | 3:10   |
| 3   | Greetje                  | 2:48   |
| 4   | Leaven in de brouweri-je | 3:23   |
| 5   | Fijne oale fietse        | 4:26   |
| 6   | Nachtdienst              | 3:25   |
| 7   | Viva la veurjoar         | 2:23   |
| 8   | Kold bloed               | 2:47   |
| 9   | Skroal bier              | 2:53   |
| 10  | Duutse grens             | 3:00   |
| 11  | Orde van de nacht        | 2:49   |
| 12  | Kats noar de kloten      | 3:42   |
| 13  | Mien vrouw mos es weten  | 2:49   |

## Musici
- Hendrik Jan Bökkers: leadzang, gitaar
- Erik Neimeijer: gitaar, achtergrondzang
- Arjan Pronk: bas, achtergrondzang
- Jeroen Hobert: drums, achtergrondzang

## Extra musici
- Jeroen Sweers: piano op 'Evolutie'
- Johan Jansen: pedalsteel op 'Fijna Oale Fietse'
- Jonas Pap: strijkers op 'Kold Bloed'